# Cyrtodontidae
De Cyrtodontidae zijn een familie van uitgestorven tweekleppigen uit de orde Cyrtodontida. Deze familie leefde van het Midden-Ordovicium tot het Devoon.